# Bessons
Bessons – miejscowość i gmina we Francji, w regionie Oksytania, w departamencie Lozère.
Według danych na rok 1990 gminę zamieszkiwały 273 osoby, a gęstość zaludnienia wynosiła 12 osób/km² (wśród 1545 gmin Langwedocji-Roussillon Bessons plasuje się na 647. miejscu pod względem liczby ludności, natomiast pod względem powierzchni na miejscu 318.).